# Obertenghi
Obertenghi est le nom d’une dynastie lombarde.

## Historique
Le nom découle d’Oberto Ier mort avant octobre 975, marquis de Milan, comte de Luni et régent de la Marche qui prit son nom et qui comprenait la  Lombardie (avec la Suisse italienne  et Novare, l’Émilie sans  Bologne, une  partie du Piémont, de la Ligurie, de la Toscane, du territoire de Gênes jusqu’à la Lunigiana et la Garfagnana et indirectement la Corse et la Sardaigne). 
Elle donnera naissance aux familles  Pallavicino, Malaspina, d'Este, De Gentile[réf. nécessaire].
Parmi les Obertenghi célèbres, ou du moins leur descendance directe en lignée agnatique via la maison d'Este, on compte Henri le Lion, George de Hanovre, ou encore la reine Victoria. 